# Brachypodium × ambrosii
Brachypodium × ambrosii, hibridna vrsta trave iz Španjolske. Hemikriptofit. Formula: B. sylvaticum × B. distachyon.